# Balilla

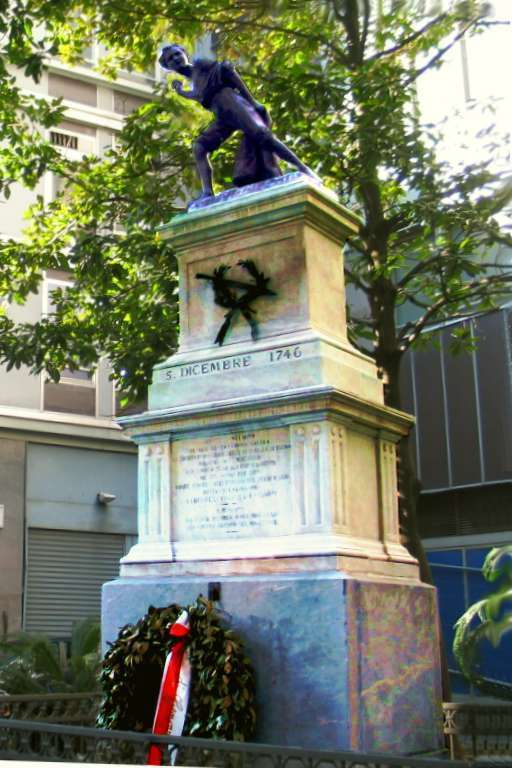
Monumento a Balilla na Praça Portoria, em Génova, Itália.

Balilla era a alcunha de Giovanni Battista Perasso (1735–1781), um rapaz genovês que, segundo a tradição, atirou uma pedra a um oficial austríaco iniciando assim e revolta de 1746 contra as forças dos Habsburgos que ocupavam a cidade de Génova durante a Guerra da Sucessão Austríaca.